# 仁和地震
仁和地震（にんなじしん）は、平安時代前期に起きた大地震。南海トラフ沿いの巨大地震と推定されている。

## 地震の記録
仁和3年7月30日申刻（ユリウス暦887年8月22日16時ごろ、グレゴリオ暦887年8月26日）、五畿七道諸国にわたる大地震が発生した。
本地震の信頼度の高い根本史料とされる『日本三代実録』には、京都において諸司の舎屋や民家の多くが潰れ死者も出し、五畿七道諸国が同日大きく揺れ官舎が倒壊、津波による多数の溺死者を出したとする記録がある。余震は8月末ごろまで記録されている。
特に摂津において津波の被害が甚大であったとされ、京都では長い地震動があったなど近畿地方の震害が著しい。はるか後世に編纂された史料であるが、淡路島の洲本藩士が編纂した郷土史である『味地草』には仁和三年七月の地震により海に突出していた砂嘴が津波で失われたことが記される。一方で、土佐における津波や大地の沈降・隆起など記録が確認されておらず、高知県には白鳳地震についての口碑に残る言い伝えはいくつか存在するが、仁和地震によるものが確認されていない。
- 『日本三代実録』巻第五十、7月30日の地震の記録。亥時（22時頃）余震が3回あった。

沿岸部だけでなく離れた内陸でも被害が発生したとされている。八ヶ岳の山麓が崩壊し、千曲川を堰き止めて形成された堰止め湖（河道閉塞）が、303日後の仁和4年5月8日（888年6月20日[J]、6月24日[G]）に決壊し発生した土石流が原因と考えられる洪水。大月川に出来た河道閉塞の湛水量は5.8億m3と推定されている。これは日本最大規模の天然ダムとされる。
なお八ヶ岳山麓の崩壊については、糸魚川-静岡構造線断層帯の南部が連動して発生した地震の影響を受けた可能性も指摘されている。
『扶桑略記』
『類聚三代格』巻十七
また臼杵郡東海村(現・延岡市)にあった護国寺である慈通寺（現・円通山千光寺）が流失したという記録や、同村の川島熊野大権現が倒壊した記録から、日向においても津波や震害があったとされる。

## 地震像
このような「五畿七道大地震」は南海道沖を震源とする巨大地震と推定される。
今村明恒(1947)は、『扶桑略記』の山が崩れ川が溢れた記録から同日に「信濃北部地震」が発生したものと考えた。しかし河内晋平(1982)は『類聚三代格』には仁和4年5月8日に山崩れと川が溢れた記録があり、『扶桑略記』にはこの日付が記されていないことを指摘して「信濃北部地震」は存在しなかったとした。
津波があることは外帯における地震を示唆するものであるが土佐における記録が確認されておらず、中央構造線沿いの地震であるとする説もある。
また、本地震には、南海トラフ増沿いの巨大地震に特徴的な四国における地殻変動、温泉の停止といった現象が記録されておらず、地震当時、讃岐国に赴任し、後に日本三代実録の編纂にも関わった菅原道真が、四国の現象を記述しなかったのはおかしいとされる。さらに白鳳地震によると推定される津波堆積物は各地で発見されているにもかかわらず、本地震による津波堆積物は殆ど見いだされていない。このため、震源は南海トラフではなく大阪湾断層帯ではないかとする説が発表された。
これに対し、仮に大阪湾断層帯の地震では摂津における甚だしい大津波の発生や、余震の続発による京都における長い地震動は説明できず、五畿内七道諸国が同日に大に震うことにはならないとする反論もある。また『類聚三代格』の「前後遭重害者卅有余国」を、地震と風水害の二重の災害を受けた国が30余に上るのか、どちらか一方の災害を受けたのが30余国なのか解釈は分かれるが、地震でも少なくとも十数か国以上が災害を受けたと解釈できるという。
河角廣(1951)は規模MK = 7.5 を与えているが根拠は示しておらず、マグニチュードは M = 8.6に換算されている。また、M 8 - 8.5、あるいはその中間値を四捨五入したM 8.3などと推定されているが断片的な記録しか有しない歴史地震であるため数値は不確定である。また記録が乏しいため、マグニチュードや震央の根拠とされる推定震度も、京都が震度V、不確実な（誤記・後述）安房でe（地震）とされているだけである。

## 余震活動の記録
『日本三代実録』には仁和地震から約1ヶ月後の8月26日に巻第五十が終結するまでの間、地震の記録が多く現れる。具体的な震源は不明だが、余震活動が活発であったことを窺わせる（同日に光孝天皇が崩御したため。本来は同日以後を記した『日本三代実録』に続く新しい正史が編纂される筈であったが完成しなかった（新国史））。光孝天皇の崩御は、地震や洪水のような度重なる災害を「自らの治世に対する天の咎徴」と捉え、そのことによる心労によると推測される。また、その後、正史が編纂されなかったことにより、887年以降、近世初期まで現存史料が非常に少なく、地震の記録も非常に少ない「暗黒の中世」が続く。このことは、地震の記録の欠落という事態を招き、日本の史料地震学に大きく影響を及ぼしている。
その後も『日本紀略』には、仁和3年を中心に余震と見られる地震の記録が多く見られる。また仁和地震直前にも京都における地震の記録がある。
- 仁和3年5月29日（887年6月24日[Jユリウス暦]、6月28日[Gグレゴリオ暦]） - 地震
- 7月2日（7月25日[J]、7月29日[G]） - 夜地震
- 7月6日（7月29日[J]、8月2日[G]） - 是夜 地震
- 7月30日（8月22日[J]、8月26日[G]） - 仁和地震
- 8月1日（8月23日[J]、8月27日[G]） - 昼夜地震二度
- 8月2日（8月24日[J]、8月28日[G]） - 昼地震三度
- 8月4日（8月26日[J]、8月30日[G]） - 地震五度
- 8月5日（8月27日[J]、8月31日[G]） - 昼地震五度 夜大震 京師人民 出自廬舎 居于衢路
- 8月6日（8月28日[J]、9月1日[G]） - 停釈奠之礼 去月卅日 木工寮将領秦千本 検校修造職院 驚恐地震 失神而死 供祭所司触此穢也
- 8月7日（8月29日[J]、9月2日[G]） - 未時（14時頃）地震
- 8月9日（8月31日[J]、9月4日[G]） - 地震
- 8月13日（9月4日[J]、9月8日[G]） - 地震
- 8月14日（9月5日[J]、9月9日[G]） - 子時（0時頃）地震
- 8月16日（9月7日[J]、9月11日[G]） - 寅時（4時頃）地震
- 8月22日（9月13日[J]、9月17日[G]） - 是夜 子時（24時頃）地震
- 8月23日（9月14日[J]、9月18日[G]） - 未時（14時頃）地震
- 8月24日（9月15日[J]、9月19日[G]） - 丑時（2時頃）地震 寅時（4時頃）又震

## 発掘調査
近畿地方の地震動や津波は南海道沖の地震の特徴であるが、対応する東海道沖の地震と思われる記録は『扶桑略記』の安房においてこの日地震があった（仁和三年丁未七月三十日安房國地震）とするもののみであった。ただし、本来『扶桑略記』にそのような記述は無く、『大日本地震史料 増訂』の誤記であるとされる。
一方で愛知県稲沢市の地蔵越遺跡から平安時代前期の層から噴砂の痕跡が確認され、東海道沖の地震の震源域で地震があったことを示唆している。さらに東海地震震源域である静岡市の上土遺跡でも地震の痕跡が発見されている。
静岡県富士市浮島ヶ原低地において760年-1020年の間の層に水位上昇の痕跡が認められ、この間の断層活動が仁和地震に相当する可能性も考えられている。
また『類聚三代格』の記録から、地震被害や風水害を受けた国が30余に上ると読み取れ、京都における数尅（約2時間）以上と見られる長い地震動は広大な震源域と長い震源時間をもつ多重地震でかつ、その後の活発な余震活動を窺わせ、宝永地震などの記録に類似する。『扶桑略記』には同日に北八ヶ岳と推定される岩雪崩の発生が記され、『日本紀略』の記録にある翌年の千曲川の堰止湖による洪水を誘発したと推定され、また大坂の大津波から、震源域は宝永地震のように広域に亘った巨大地震である可能性は高いとされる。また、愛知県知多半島で発見された礫岩層の堆積物はM 9クラスの超巨大地震が発生した可能性を示唆するが年代が特定されていない。
しかし、静岡県磐田市の太田川沿いの元島遺跡から発見された津波堆積物は、684年の白鳳地震に相当する7世紀後半のものが大規模であるのに対し、仁和地震に相当する9世紀後半のものは規模が小さく、南海トラフ全域にわたる3連動地震の可能性は低いともされる。また、仁和地震に相当する津波堆積物は南海道側では確認されていない。
684年の白鳳地震から203年の間隔があるが、この間の734年の畿内七道諸国の地震もこれに類する地震に位置付ける文献もあるが、この地震では津波に関する記録が確認されておらず、内陸地震と考えるのが妥当とされる。また『日本紀略』に記された「震死」の記事から延暦13年（794年）に南海トラフ沿いの地震が起ったという説が提唱されたが、「震死」の第一義は「雷に打たれて死ぬ」ことであり、地震の可能性は低いとされる。